# Pefrédó
Pefrédó (-dy), je v řecké mytologii jedna ze tří Graií, sester Gorgon; Graie jsou dcerami mořského boha Forkýna a mořské bohyně Kéty.
Sestry Pefrédiny jsou Enýó a Deinó.
Hrdina Perseus jim uloupil jeden zub a jedno oko, které měly společné, a vrátil jim je teprve tehdy, když mu ukázaly cestu k nymfám, od nichž získal výzbroj pro boj s Gorgonami.